# Mittelmast

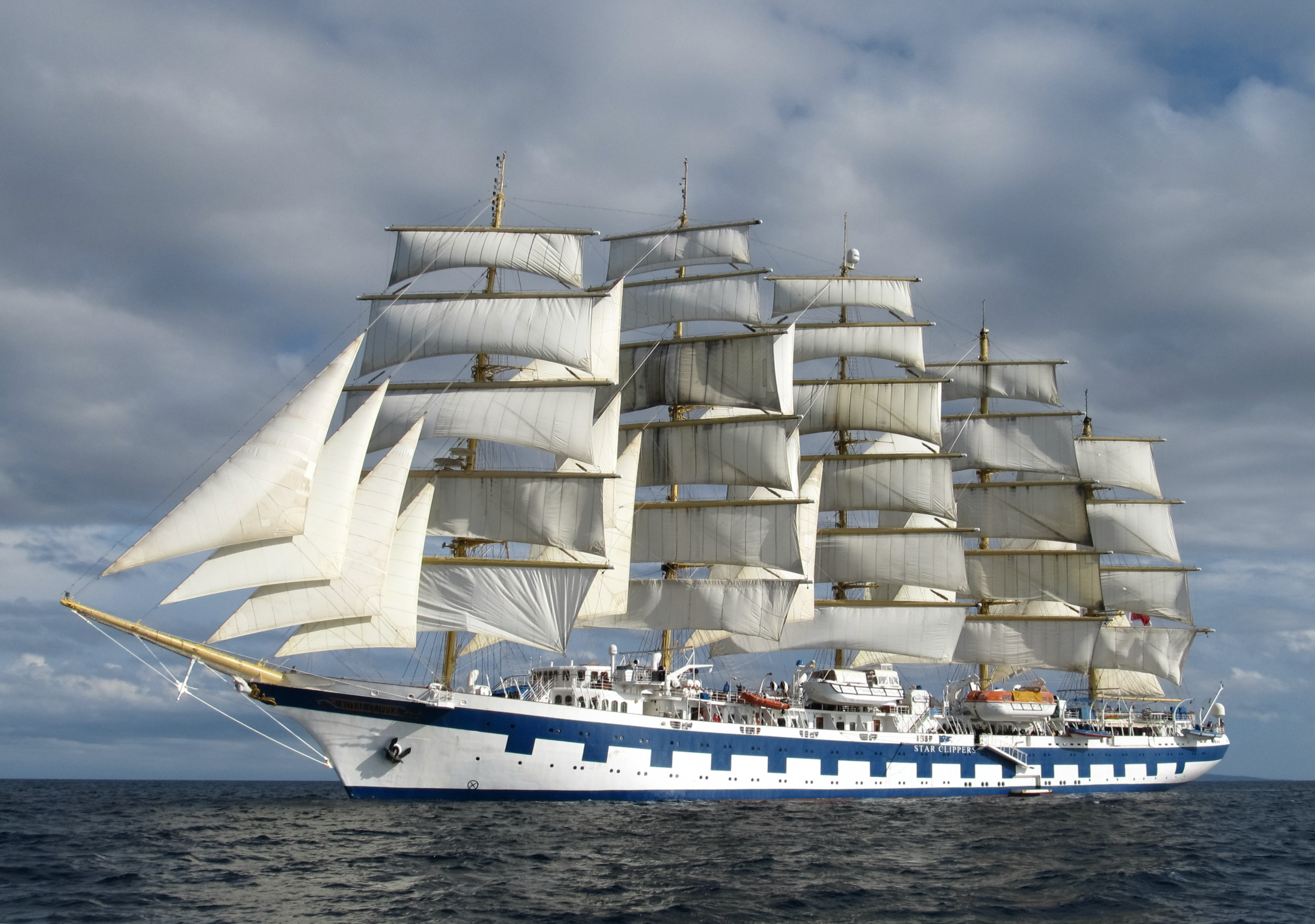
Die Royal Clipper ist mit Fockmast, Großmast, Mittelmast, Laeisz-Mast und Besanmast ausgestattet.

Der Mittelmast ist nur bei mehrmastigen Segelschiffstypen (Großseglern) mit fünf oder sieben Masten als jeweils der dritte beziehungsweise der vierte Mast definiert. Beispiele waren die großen Fünfmaster Potosi, Preussen, R.C. Rickmers und Skoleskibet København:
Preußen (Fünfmastvollschiff):
- Fock-, Groß-, Mittel-, LAEISZ- (Achter-), Kreuzmast; (engl. System: Fore, Main, Mizzen, Laeisz, Spanker mast)

R. C. Rickmers, København (Fünfmastbarken):
- Fock-, Groß-, Mittel-, Kreuz-, Besanmast;

oder der riesige amerikanische Siebenmast-Gaffelschoner Thomas W. Lawson. Bei ihm (s. dort) hießen die sieben Masten nach deutscher Benennung:
- Fock-, Groß-, Kreuz-, Mittel-, Tanzer-, Treiber-, Besanmast; englisch: Fore, Main, Mizzen, Middle, Driver, Pusher, Spanker mast.

- engl. Standard: Fore, Main, Mizzen, Jigger, Driver, Pusher, Spanker mast; (dt.: Fock-, Haupt-, Kreuz-, Tanzer-, Treiber-, Schieber-, Besanmast)

In der abweichenden englischen Terminologie der Schiffsmasten erscheint der Mittelmast ("middle mast") selten (siehe Gaffelschoner).
Der Mittelmast ist unterteilt in:
- Mitteluntermast
- Mittelmarsstenge
- Mittelbramstenge
- Mittelflaggenkopf

Die Rahen werden genannt (falls Rahsegel gefahren werden):
- Mittel(unter)rah
- Mitteluntermarsrah
- Mittelobermarsrah
- Mittelunterbramrah
- Mitteloberbramrah
- Mittelroyalrah
- Mittelskyrah

Dementsprechend heißen die Segel:
- Mittelsegel
- Mitteluntermarssegel
- Mittelobermarssegel
- Mittelunterbramsegel
- Mitteloberbramsegel
- Mittelroyalsegel
- Mittelskysegel